# Pierre-François Savatier-Laroche
Pour les articles homonymes, voir Savatier et Laroche.
Pierre-François Savatier-Laroche, né le 29 octobre 1803 à Auxerre dans l'Yonne et mort le 27 mai 1879 dans la même ville, est un homme politique et un écrivain français, député sous la IIe république.

## Biographie
Il étudie le droit à Paris et devient président de la conférence Molé. Il retourne à Auxerre en 1832 et y devient avocat. Conseiller municipal de 1837 à 1849, il manifeste des opinions nettement démocratiques et salue avec joie l'avènement de la République en février 1848. Il est élu membre du conseil général puis député de l'Yonne. Il devient le chef du parti montagnard à Auxerre, avec lequel il vote constamment. Il est l'un des rares membres de gauche au sein de la Commission sur l'assistance et la prévoyance publiques, présidée par Thiers.
Son discours contre la peine de mort le place au rang des grands orateurs. Mais le Coup d'État du 2 décembre 1851 brise sa carrière et le rend à la vie privée. Une perquisition est opérée chez lui en 1864 mais sans résultat. Il se livre alors à une littérature journalistique. 

L’insurrection de la Commune et le désordre le désolent. C'est la période des déceptions et des illusions perdues. Il voit et signale les petitesses de ses adversaires et se montre même sévère envers ses amis. Savatier-Laroche est enterré au cimetière Saint-Amâtre d'Auxerre.

### Famille
Il est le fils d'Étienne Savatier-Laroche (1758-1836), avocat, maître de poste, député en 1789 et conseiller municipal d'Auxerre et de Reine-Charlotte Marlot. Sa sœur Joséphine est l'épouse de Pierre Colleret, notaire et maire d'Appoigny. Son autre sœur, Rosalie, épouse Pierre-Hippolyte Ribière, notaire royal et maire de Champlay. Il est le père d'Arthur Savatier-Laroche, avocat et brièvement sous-préfet de Sens en 1870.

## Œuvres
- Affirmations et doutes, Paris, Chamerot, 1855
- Fables et contes, Auxerre, Gallot, 1859
- Une semaine, Auxerre, Gallot, 1865
- De la ponctuation, Auxerre, Gallot, 1867
- Profils parlementaires, Auxerre, Perriquet, 1870
- Profils Auxerrois, 1872
- Études morales, Auxerre, Perriquet, 1877

## Hommage
- Rue Savatier-Laroche (anciennement rue des Trois Manteaux) à Auxerre, qui unit la rue Notre-Dame-la-d'Hors à la rue de Paris.

## Sources
- Annuaire historique du département de l'Yonne, 1880, pp. 47 et suiv, G. Perriquet, Auxerre.
- « Pierre-François Savatier-Laroche », dans Adolphe Robert et Gaston Cougny, Dictionnaire des parlementaires français, Edgar Bourloton, 1889-1891 [détail de l’édition]